# Asplenium hemionitis

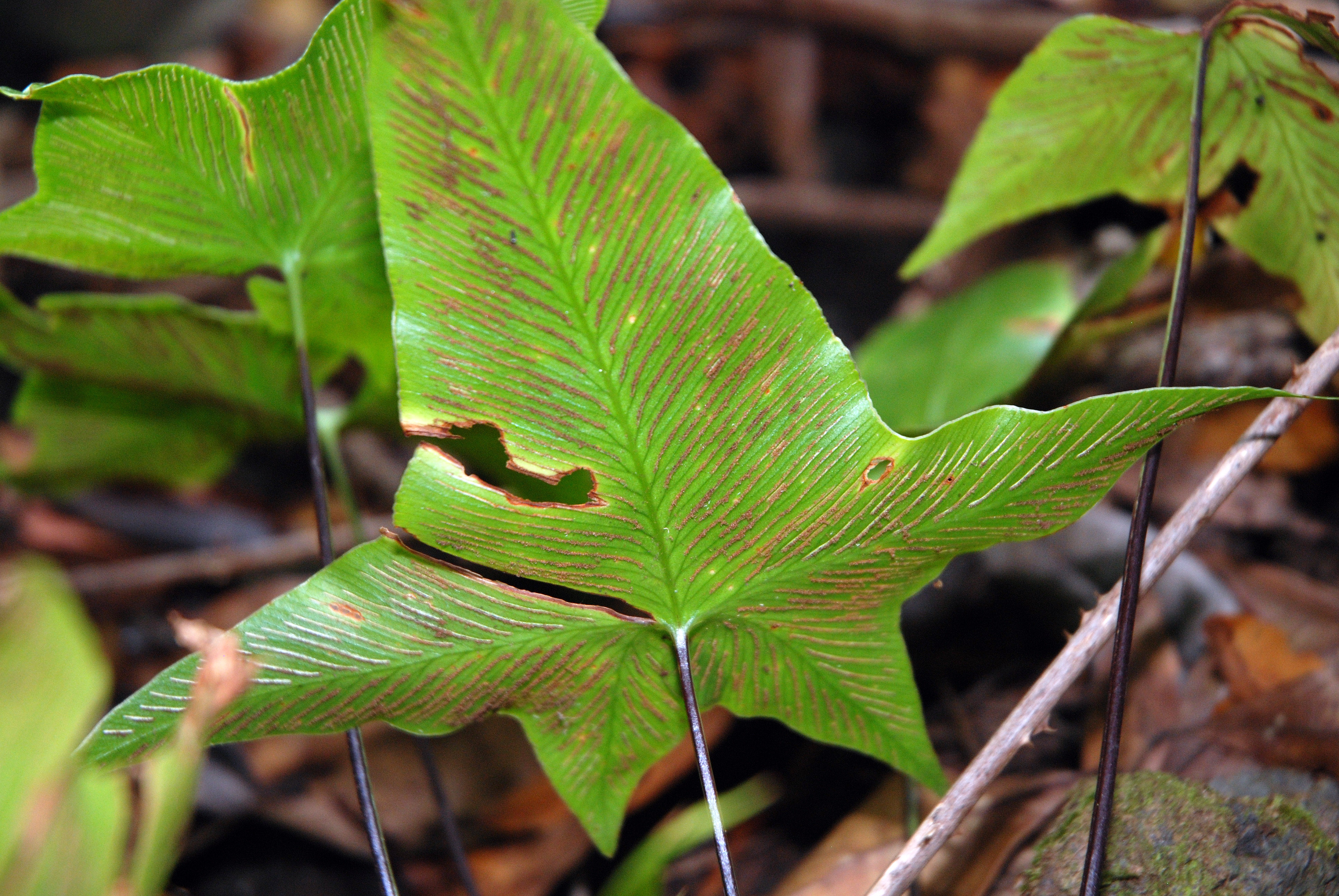
Asplenium hemionitis (soros).

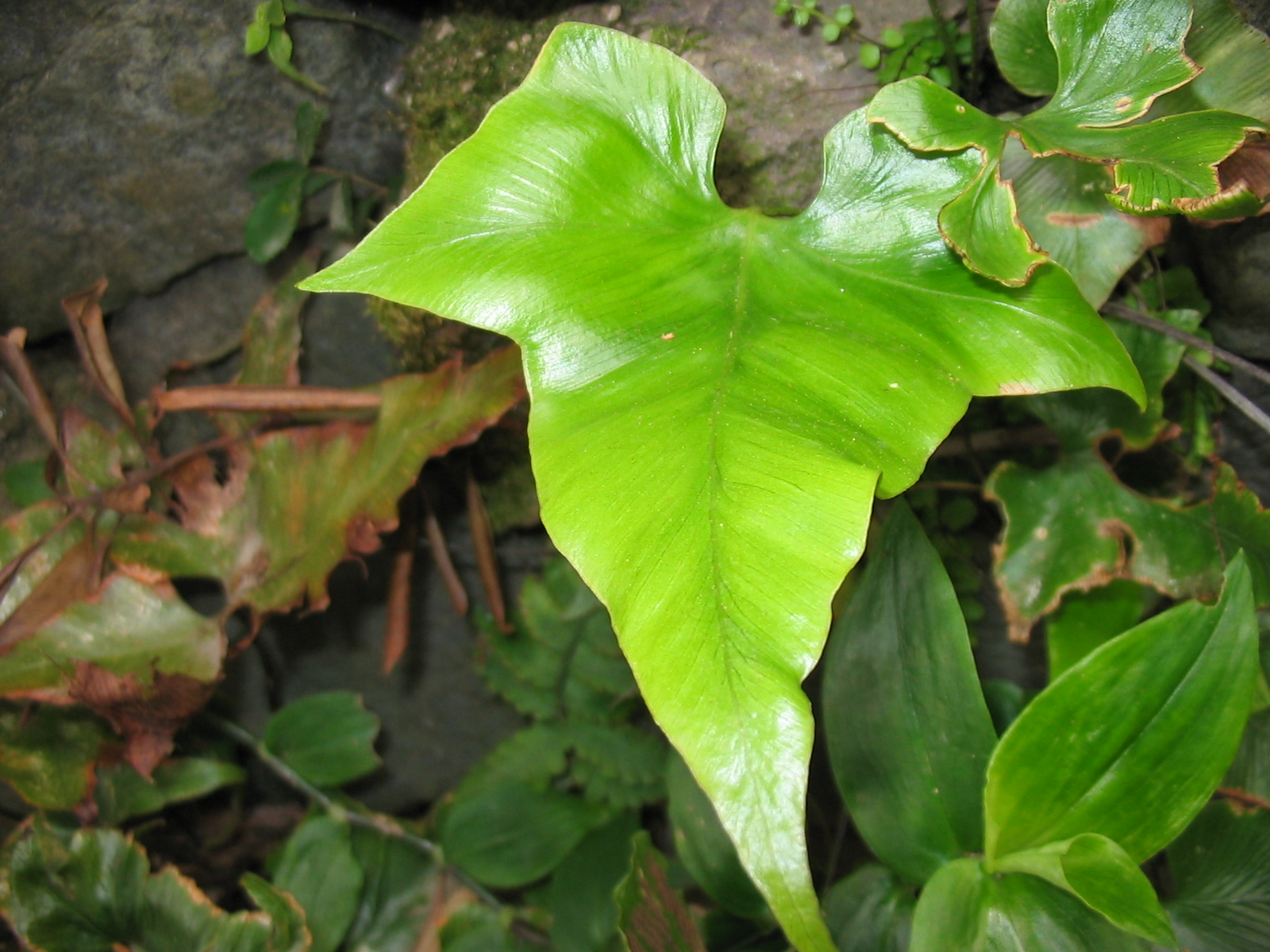
Asplenium hemionitis (hábito).

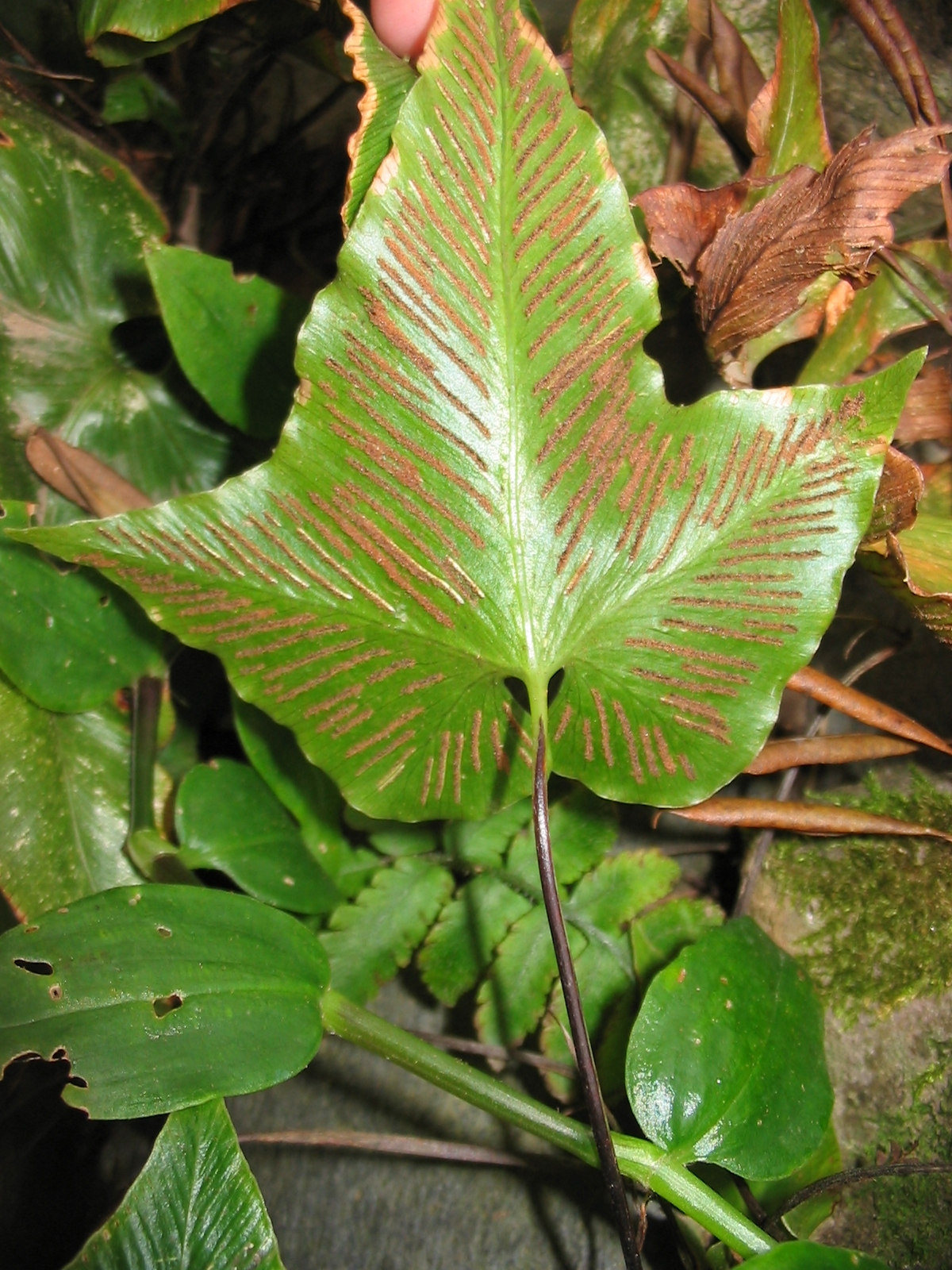
A. hemionitis, detalhe dos soros.

Asplenium hemionitis L., conhecida pelos nomes comuns de feto-folha-de-hera e feto-de-três-bicos, é uma espécie de fetos da família Aspleniaceae. A espécie ocorre em rochedos húmidos em matas e outros locais sombrios, com uma distribuição centrada na região biogeográfica da Macaronésia.

## Descrição
A. hemionitis é uma pequena planta que atinge uma altura de 10 a 50 cm. As frondes mais velhas são em forma de coração, coreáceas, por vezes lanceoladas, com a lâmina a formar 3-5 lóbulos bem distintos, mas nunca partida. O lóbulo médio é significativamente mais longo do que os laterais. A tipicidade da forma das folhas torna esta espécie muito distinta. As frondes são inicialmente verde-claro, escurecendo com a idade. Os pecíolos podem ter até 25 cm de comprimento, castanho-avermelhados a castanho-escuro.
Os soros estão implantados em faixas oblíquas à nervura central, dispostos ao longo das nervuras laterais. Os esporos maturam de outubro a junho. Não há diferenciação morfológica entre as frondes estéreis e as frondes férteis.
O nome genérico "Asplenium" é derivada do grego "asplènon" ("baço"), tal como o epíteto específico "hemionitis", que vem de "hemionos" ("mula"), porque a espécie foi erroneamente considerada como infértil (característica que partilharia com a mula).

## Distribuição
A região de distribuição natural inclui a região costeira da Península Ibérica, as regiões costeiras do norte de África (do sul de Marrocos à Tunísia) e a Macaronésia (Canárias, Madeira, Açores e Cabo Verde). Fora da Macaronésia apenas existem algumas pequenas populações dispersas, com destaque para a Serra de Mafra e a Serra de Sintra (na Estremadura portuguesa), em Tânger e nas regiões costeiras do norte Argélia e da Tunísia.
A. hemionitis é uma planta terrestre, embora ocasionalmente possa ser epífita ou epilítica ao surgir sobre troncos de árvore e sobre rochas no interior das florestas hiper-húmidas da montanhas da Macaronésia. O habitat preferido são as fissuras sombrias e abrigadas em formações rochosos e o sub-bosque de florestas de canópia densa, em especial a laurissilva macaronésica. A necessidade de uma elevada humidade do ar leva a que a planta prefira regiões de terras altas, em altitudes entre 500 e 1600 m.
Esta espécie apresenta diferentes tendências na região biogeográfica da Macaronésia. Enquanto no arquipélago dos Açores se encontra em estado critico, classificada com Perigo Crítico (CR), apresentando populações muito pequenas e fragmentadas, e com tendência para a diminuição do seu habitat, no caso do arquipélago da Madeira apresenta uma tendência para melhoria do habitat com boas perspectivas de sobrevivência a longo prazo.
No caso dos Açores grande parte das populações da espécie encontra-se fora das áreas da Rede Natura 2000 e associada a habitats com algum ou alto grau de intervenção ou mesmo de produção, o que levanta alguns problemas nas estratégia de conservação da espécie, que devem ser equacionados no seu plano de conservação. Relativamente à Madeira, apenas uma população se encontra fora da Rede Natura 2000. No entanto, esta encontra-se inserida numa área do perímetro florestal com estatuto legal de protecção e sujeita a um programa de recuperação da vegetação natural.